# Jackson Robert Scott
Jackson Robert Scott (Phoenix (Arizona), 18 september 2008)  is een Amerikaanse (jeugd)acteur, bekend van het spelen van Bode Locke in de Netflix-serie Locke & Key (2020-heden) en Georgie Denbrough in de films It Chapter One (2017) en It Chapter Two (2019).
Scott is geboren en getogen in Phoenix, Arizona. Hij is ingeschreven in het Mandarin Immersion Program van zijn school, waarin hij Mandarijn heeft leren spreken. Hij maakte deel uit van het CGTV-acteerprogramma, waar hij veel van zijn acteertechnieken leerde. Tijdens het CGTV-programma werkte hij met acteurs van Nickelodeon en Disney, evenals met Adrian R'Mante, de oprichter van CGTV. Zijn favoriete les was Improvisational Workshop. Hij werd ontdekt door een topbureau enige tijd na zijn tijd bij CGTV en begon zijn start met audities en zelfopnames voor toptelevisieshows.

## Filmografie

### Film
| Jaar | Titel                | Rol               | Opmerkingen                            |
| ---- | -------------------- | ----------------- | -------------------------------------- |
| 2017 | It Chapter One       | Georgie Denbrough |                                        |
| 2018 | Skin                 | Troy              | Korte film Oscar voor beste korte film |
| 2019 | The Prodigy          | Miles Blume       |                                        |
| 2019 | It Chapter Two       | Georgie Denbrough |                                        |
| 2020 | Gossamer Folds       | Tate              |                                        |
| 2021 | They Came From Below | Luke              | Korte film                             |

### Televisie
| Jaar      | Titel                 | Rol             | Opmerkingen                 |
| --------- | --------------------- | --------------- | --------------------------- |
| 2015      | Criminal Minds        | Cole Vasquez    | Aflevering: "Outlaw"        |
| 2017      | Fear the Walking Dead | jonge Troy Otto | Aflevering: "TEOTWAWKI"     |
| 2020-2022 | Locke & Key           | Bode Locke      | Hoofdrol in 28 afleveringen |
| 2021      | WandaVision           | Billy Reference | 4 afleveringen              |